# Volang

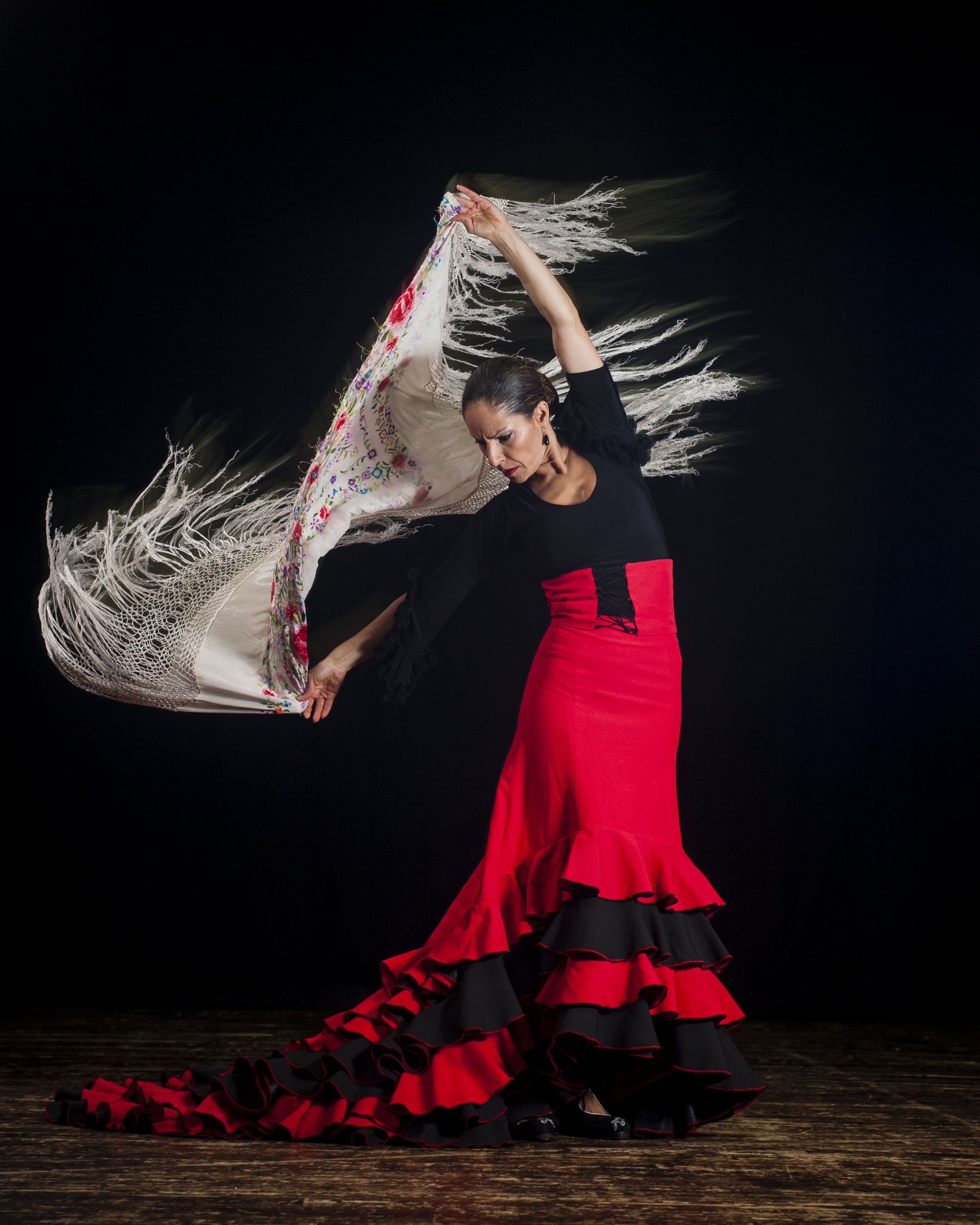
Kjol med volanger

Volang (av franska volant, 'flygande') är parti av rynkat tyg som utgör en dekorativ kantning på alla slags plagg – i synnerhet kjolar och klänningar – samt stundom också på möbler och gardiner där det även kallas kappa. Volangen är ibland av spets eller annat tunt material.
Volanger på korta ärmar eller förklädens axelband kallas för vingar. Volangdekor på damers underkläder och nattkläder kallas frivolitet (av franska frivolité, 'lättsinnighet', 'bagatell').